# تشانغ لين (مجدف)
تشانغ لين (بالصينية: 张林) هو مجدف صيني، ولد في 6 مارس 1983 في فوشين في الصين.

## وصلات خارجية
- تشانغ لين على موقع الاتحاد الدولي للتجديف (الإنجليزية)
- تشانغ لين على موقع أوليمبيديا (الإنجليزية)
- تشانغ لين على موقع اللجنة الأولمبية الصينية (الإنجليزية)